# Suchitoto
Suchitoto ist eine Gemeinde in El Salvador, die im Departamento Cuscatlan, 50 Kilometer nordöstlich der Hauptstadt San Salvador, liegt.

## Kultur
Suchitoto wird auch als Kulturhauptstadt El Salvadors bezeichnet. Jedes Wochenende findet ein Fest für Kunst und Essen statt. Der Monat Februar steht ebenfalls im Zeichen der lokalen Künstlerszene. Außerdem gibt es viele kleine Galerien in Suchitoto.

## Tourismus
Suchitoto ist eines der bedeutendsten Zentren des Tourismus in El Salvador. Die spanische Kolonialarchitektur und die alten Kopfsteinpflasterstraßen locken viele Touristen in den Ort.

## Stausee
Mit dem Suchitlán See befindet sich das größte aufgestaute Gewässer des Landes in unmittelbarer Nähe der Gemeinde. Der 135 km² große See bildet das Wasserreservoir des Wasserkraftwerks Hidroeléctrica Cerrón Grande.

## Persönlichkeiten
- Uriel Canjura (* 2000), Badmintonspieler